# 뱌체슬라프 티호노프

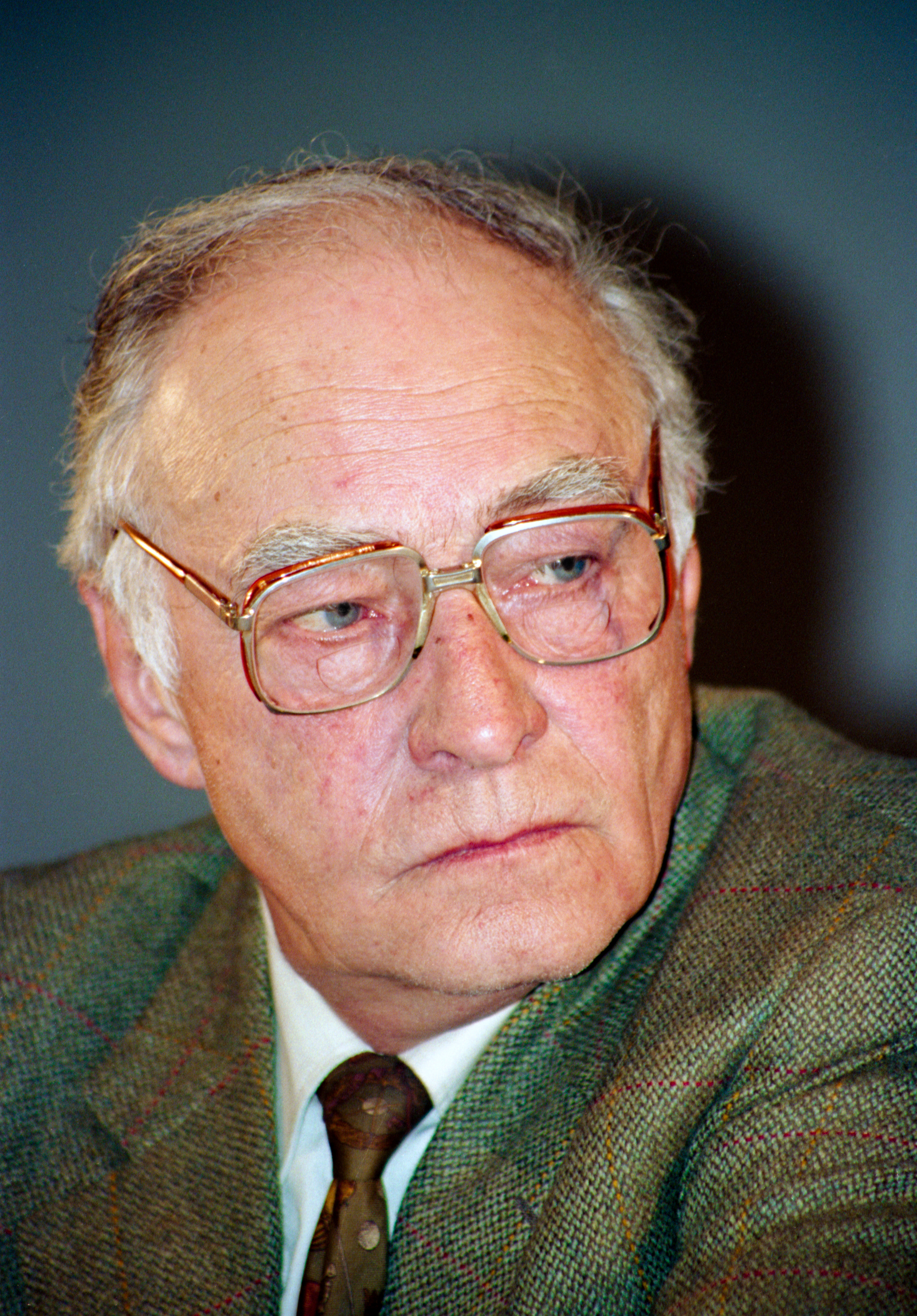
1998

뱌체슬라프 티호노프(Вячеслав Васильевич Тихонов, 1928년 2월 8일 ~ 2009년 12월 4일)는 소련의 배우, 영화배우, 텔레비전 배우이다.
파블롭스키포사트에서 태어났으며 모스크바에서 사망하였다. 사인은 다발성 장기 부전이다. 노보데비치 묘지에 매장되었다.

## 영화
- 위선의 태양 2 (2010년)
- 위선의 태양 (1994년)
- 화이트 빔, 블랙 이어 (1977년)
- 전쟁과 평화 3부 (1967년)
- 전쟁과 평화 4부 (1967년)
- 전쟁과 평화 (1967년)
- 전쟁과 평화 2부 (1966년)
- 전쟁과 평화 1부 (1965년)